# Schlepperannahmepflicht
Die Schlepperannahmepflicht ist eine Verpflichtung für Schiffsführer, bei bestimmten Verhältnissen zur Vermeidung von Schäden ein Schleppschiff anzufordern und zu verwenden.
Eine generelle Schlepperpflicht besteht in Deutschland außer für außergewöhnlich große Seeschiffe nicht.

## Hintergrund
Diese Schlepperannahmepflicht wird auf verschiedenen Gewässern wie etwa im Hafen Rostock angewandt. Hintergrund ist der zunehmende Verkehr, bei dem Schiffe bestimmter Länge zur Verbesserung der Manövrierfähigkeit nur mit Schlepper verkehren dürfen.
Auch beim Einlaufen in die Schleusen in Brunsbüttel und Kiel-Holtenau des Nord-Ostsee-Kanals kam es aufgrund von technischen Defekten an Fahrzeugen zu Toranfahrungen. Deshalb wurde ab 1. April 2022 für Schiffe bestimmter Größe mit festgelegtem Tiefgang bei entsprechenden Windverhältnissen eine Schlepperannahmepflicht eingeführt, die temporär über die Bekanntmachungen für Seefahrer für einen gewissen Zeitraum geltend veröffentlicht werden. Diese Pflicht wurde beispielsweise wegen Reparaturen an den Schleusentoren in Brunsbüttel Ende Mai 2024 für Schiffe der Verkehrsgruppe 3 bis 6 verkündet. Die Schlepperannahmepflicht aufgrund der eingeschränkten Kapazität der Großen Schleusen Brunsbüttel zum Schutz der Schleusentore wurde ab 12. August 2025 um 06:00 Uhr MESZ aufgehoben. Alle übrigen Regeln bleiben bestehen.
Generell gilt in Brunsbüttel ab Windstärke 8 für jedes Schiff mit einem Tiefgang ab 8 Metern eine Schlepperannahmepflicht für das Einlaufen in die Schleusen. Bei Schiffen ab 8,5 Metern Tiefgang greift die Schlepperpflicht bereits ab Windstärke 6.